# Franz Como
Franz Como (* 4. September 1877 in Lämmerspiel bei Offenbach am Main; † 13. November 1958 in Bensheim) war ein deutscher Lehrer, Literaturkenner, Heimatforscher und Pazifist. Er setzte sich sowohl für die kulturelle Erschließung der Region Vogelsberg als auch für demokratische und friedenspolitische Anliegen ein.

## Leben und Wirken
Franz Como bestand 1896 die Reifeprüfung am Großherzoglichen Gymnasium in Worms. Anschließend studierte er Literaturwissenschaften und Geschichte in Straßburg, Paris und an der Justus-Liebig-Universität Gießen, wo er u. a. Schüler des Sprachwissenschaftlers Otto Behaghel war. Como erhielt die Lehrbefähigung für Deutsch, Geschichte und Französisch.
Er wurde zunächst Lehramtsassessor in Lauterbach und 1905 zweiter Oberlehrer an der Höheren Mädchenschule dort. 1914 wechselte er an die Oberrealschule in Heppenheim. Ab 1919 war er Oberlehrer am Realgymnasium in Darmstadt.
Am 26. April 1923 heiratete er Katharina Goehle aus Worms.
Como war politisch aktiv: Bereits 1911 gründete er in Lauterbach eine Ortsgruppe der linksliberalen Deutschen Fortschrittspartei, 1919 trat er in die SPD ein. Zudem war er Mitglied der Deutschen Liga für Menschenrechte und des Friedensbundes Deutscher Katholiken. Wegen seiner Enttäuschung über die Haltung der SPD zur Panzerkreuzeraffäre verließ er die Partei 1928. Bei der Reichspräsidentenwahl 1932 unterstützte er den KPD-Kandidaten Ernst Thälmann. Como engagierte sich in der internationalen Friedensbewegung und war ein führendes Mitglied der Deutschen Friedensgesellschaft in Darmstadt.
Als Pädagoge vertrat Como reformpädagogische Ideen. Besonders bekannt ist seine dialogische Unterrichtsmethode. Sein ehemaliger Schüler Karl Heinz Spalt (später Spalding) würdigte Como 1932 in seinem Buch Kultur oder Vernichtung als „besten unter unseren Magistern“ und „unverkennbaren Demokraten“.
Am 1. Dezember 1914 wurde Como der Titel Professor verliehen. Nach der Machtergreifung der Nationalsozialisten wurde er zum 1. Juli 1933 aus politischen Gründen aus dem Staatsdienst entlassen. 1940 wurde er für etwa einen Monat im Gefängnis Rundeturmstraße inhaftiert. Der Vorwurf: ein Verstoß gegen das Heilpraktikergesetz. Er wurde durch den Darmstädter Anwalt Julius Gilmer vertreten. Nach dem Zweiten Weltkrieg zog sich Como aus der Politik zurück. Er lebte zurückgezogen in Bensheim, wo er unentgeltlich Privatunterricht erteilte.

### Heimatforscherisches und literarisches Engagement
Während seiner Lehrtätigkeit in Lauterbach entwickelte Como eine enge Beziehung zur oberhessischen Region, deren Landschaft, Kultur und Sprache er wissenschaftlich und literarisch erschloss. Besonders hervorzuheben ist sein Führer Lauterbach und Umgebung, der die Stadt und den Vogelsberg beschreibt. Como bemühte sich um eine Sprache, die der regionalen Eigenart gerecht wurde – beeinflusst von Behaghels Forderung nach einer am gesprochenen Wort und Dialekt orientierten Sprachbeschreibung.
Er gilt außerdem als Gründungsfigur des Museums im Schloss Hohhaus, das 1931 aus einem von ihm initiierten Museumsverein hervorging. Dieser Verein besteht bis heute unter dem Namen Hohhaus-Museum Lauterbach e.V. fort und schließt die Hohhaus-Bibliothek Lauterbach ein.

### Engagement für Heimat und Kultur
Franz Como war ein passionierter Wanderer und Mitglied im Vogelsberger Höhen Club (VHC). Er pflegte enge Kontakte zu regionalen Künstlern und Handwerkern, etwa Töpfern, deren Arbeit er als kulturell wertvoll erachtete. In Vorträgen bei Heimattagen äußerte er regelmäßig kulturkritische Positionen. Treffpunkte des Austauschs waren u. a. der Kunstverlag Gustav Mandt' und das Café Heinrich Stöhr in Lauterbach.

## Bedeutung
Como gilt als bedeutender Vermittler oberhessischer Regionalidentität und als mutiger Vertreter pazifistischer und demokratischer Werte in einer politisch bewegten Zeit. Sein literarisches und heimatkundliches Werk prägt das kulturelle Selbstverständnis des Vogelsbergs bis heute. Seine Verdienste werden u. a. beim Lauterbacher Literaturtag gewürdigt.

## Werke
- Lauterbach und Umgebung. Ein Führer durch Kreisstadt und Kreis Lauterbach. (Jahr unbekannt)